# TaiMO
TaiMO (* in Hamburg) ist ein deutscher Rapper.
Er eröffnete 2020 sein eigenes Label „FiftyFifty Records“.

## Karriere
Eigenen Angaben zufolge begann er zu rappen, als er 17 Jahre alt war.
2013 nahm er seine erste EP auf. In einem Interview mit dem Backspin Hip Hop Magazin erzählte TaiMO, dass er einige Zeit später eine Anfrage vom Rapper AchtVier erhielt, um mit ihm als Backup-Rapper aufzutreten. In der Folge stieg seine Bekanntheit durch überregionale Auftritte. AchtVier stammt wie TaiMO aus Hamburg und ist ein ehemaliges Mitglied der 187 Strassenbande.
Sein Mixtape Washingtonallee erschien am 31. Dezember 2015. Etwa zwei Jahre später – am 14. April 2017 – erschien sein Debütalbum Horner Corner, welches über distri vertrieben wird und sich auf Platz 56 der deutschen Album-Charts platzieren konnte. Auf dem Album befinden sich Gastbeiträge von AchtVier, Veli, Nura und Estikay.

## Diskografie
Alben
- Horner Corner (2017)
- Tai Till I Die (2018)
- Rap ’n’ Roll (2020)

Mixtapes
- Washingtonallee (2015)

Singles
- Von unten nach oben (2016)

Gastbeiträge
- Alles wunderbar (mit Estikay auf dem Album Auf entspannt, 2017)
- Mike Tyson (mit AchtVier auf dem Album Mr. F, 2017)